# Jörn Steigerwald
Jörn Steigerwald (* 18. November 1969) ist ein deutscher Romanist.

## Leben
Nach der Promotion 1999 an der Universität Gießen war er von 2000 bis 2006 wissenschaftlicher Mitarbeiter am Romanischen Seminar der Ruhr-Universität Bochum. Nach der Habilitation 2007 in Bochum ist er seit 2013 Professor für Vergleichende Literatur- und Kulturwissenschaft mit Schwerpunkt Gender Studies an der Universität Paderborn.
Seine Forschungsinteressen sind Konzepte der Poiesis, insbesondere Fragen zur Naturalisierung der Allegorie (13.–17. Jahrhundert), literarische ‚anthropologia christiana’ (13–18. Jahrhundert), empirische und literarische Anthropologie (17.–19. Jahrhundert), soziale und ästhetische Praxis der höfischen Gesellschaft, insbesondere der Galanterie als sozialem Ideal (15.–18. Jahrhundert), Liebessemantik, insbesondere Modelle der Liebe in der italienischen Renaissance sowie Geschlechter und Sexualitätsforschung (15.–20. Jahrhundert), Theorien der Imagination von der Renaissance bis zur Aufklärung, das Verhältnis von Raum, Imagination und Subjekt um 1800 und Wissenschaftsgeschichte (18.–20. Jahrhundert): Modelle des Kulturtransfers (17.–19. Jahrhundert). Seit 2022 gibt er gemeinsam mit dem Tübinger Germanisten Jörg Robert die Zeitschrift „ARTES. Zeitschrift für Literatur und Künste der frühmodernen Welt“ heraus.

## Schriften (Auswahl)
- Die fantastische Bildlichkeit der Stadt. Zur Begründung der literarischen Fantastik im Werk E. T. A. Hoffmanns. Würzburg 2001, ISBN 3-8260-2010-3.
- Galanterie. Die Fabrikation einer natürlichen Ethik der höfischen Gesellschaft (1650–1710). Heidelberg 2011, ISBN 3-8253-5876-3.
- Amors Renaissance. Modellierungen himmlischer und irdischer Liebe in der Literatur des Cinquecento. Wiesbaden 2014, ISBN 978-3-447-10187-5.